# Medaliści mistrzostw Polski seniorów w chodzie na 30 kilometrów
Medaliści mistrzostw Polski seniorów w chodzie na 30 kilometrów – zdobywcy medali seniorskich mistrzostw Polski w konkurencji chodu na 30 kilometrów.
Chód na 30 kilometrów mężczyzn w randze mistrzostw Polski został rozegrany jedynie dwukrotnie, od 1956 zawodnicy rywalizują na dystansie 20 kilometrów.
Aktualny rekord mistrzostw Polski seniorów w chodzie na 30 kilometrów wynosi 2:47:08,8 i został ustanowiony przez Edmunda Kaczmarka podczas mistrzostw w 1954 w Warszawie.

## Medaliści
| Mistrzostwa   | 1. miejsce                     | Rezultat  | 2. miejsce                     | Rezultat  | 3. miejsce                     | Rezultat  |
| Warszawa 1954 | Edmund Kaczmarek CWKS Warszawa | 2:47:08,8 | Franciszek Szyszka AZS Gdańsk  | 2:54:26,6 | Zygmunt Matusiak CWKS Warszawa | 2:55:28,0 |
| Łódź 1955     | Jerzy Hausleber AZS Gdańsk     | 2:55:26,0 | Zygmunt Matusiak CWKS Warszawa | 3:03:32,0 | Franciszek Szyszka AZS Gdańsk  | 3:06:28,0 |

## Klasyfikacja medalowa
W historii mistrzostw Polski seniorów na podium tej imprezy stanęło w sumie 4 zawodników. Najwięcej medali – 2 – wywalczyli Zygmunt Matusiak i Franciszek Szyszka. 
| Lp. | Zawodnik           | Złoto | Srebro | Brąz | Razem |
| 1.  | Jerzy Hausleber    | 1     | 0      | 0    | 1     |
| 1.  | Edmund Kaczmarek   | 1     | 0      | 0    | 1     |
| 3.  | Zygmunt Matusiak   | 0     | 1      | 1    | 2     |
| 3.  | Franciszek Szyszka | 0     | 1      | 1    | 2     |